# Rosa kokusanensis
Rosa kokusanensis är en rosväxtart som beskrevs av Takenoshin Nakai. Rosa kokusanensis ingår i släktet rosor, och familjen rosväxter. Inga underarter finns listade i Catalogue of Life.